# Государство Хатай
Госуда́рство Хата́й (тур. Hatay Devleti, фр. État du Hatay, араб. لواء الإسكندرونة‎), также известное под неформальным названием Республика Хатай — переходное политическое образование, формально существовавшее с 7 сентября 1938 года по 29 июня 1939 года. Оно было создано на территории Александреттского санджака французской мандатной территории Сирия и Ливан, а затем аннексировано Турецкой Республикой, образовав (вместе с районами Эрзинь, Дёртйол и Хасса) ил Хатай.

## Предыстория
По окончании Первой мировой войны в соответствии с решениями конференции в Сан-Ремо территории Сирии и Ливана перешли под французское управление. В соответствии с франко-турецким договором 20 октября 1921 года Александреттский санджак был выделен в особую автономную административную единицу внутри французского мандата, так как в нём, помимо арабов и армян, проживало значительное количество турок. До 1925 года, пока управляемые французами территории были разделены на пять «государств», Александреттский санджак входил в состав «государства Алеппо»; после создания в 1925 году государства Сирия Александреттский санджак по-прежнему имел в его рамках особый административный статус.

## Путь к отделению от Сирии

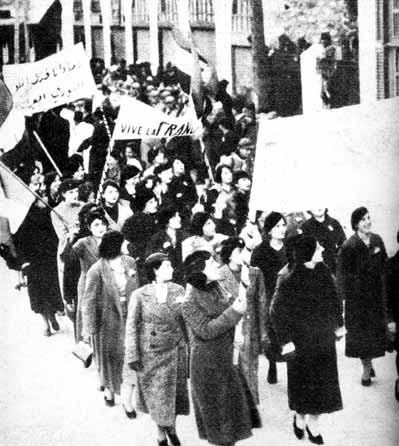
Протесты в Дамаске женщин-демонстрантов против турецкой аннексии Александреттского санджака в 1939 году. Одна из надписей гласит: «Прольём кровь за сирийский арабский санджак!»

Турция отказывалась признавать Александреттский санджак частью французской подмандатной территории Сирия, и в речи в Адане 15 марта 1923 года Мустафа Кемаль Ататюрк заявил, что эта территория веками была турецкой, и не может оставаться в чужих руках. Турецкие политики поставили своей целью возвращение Александреттского санджака в состав Турции по истечении французского мандата в 1935 году. Местное турецкое население начало осуществлять реформы, подобные реформам Ататюрка, формируя различные организации, поддерживающие идею объединения с Турцией.

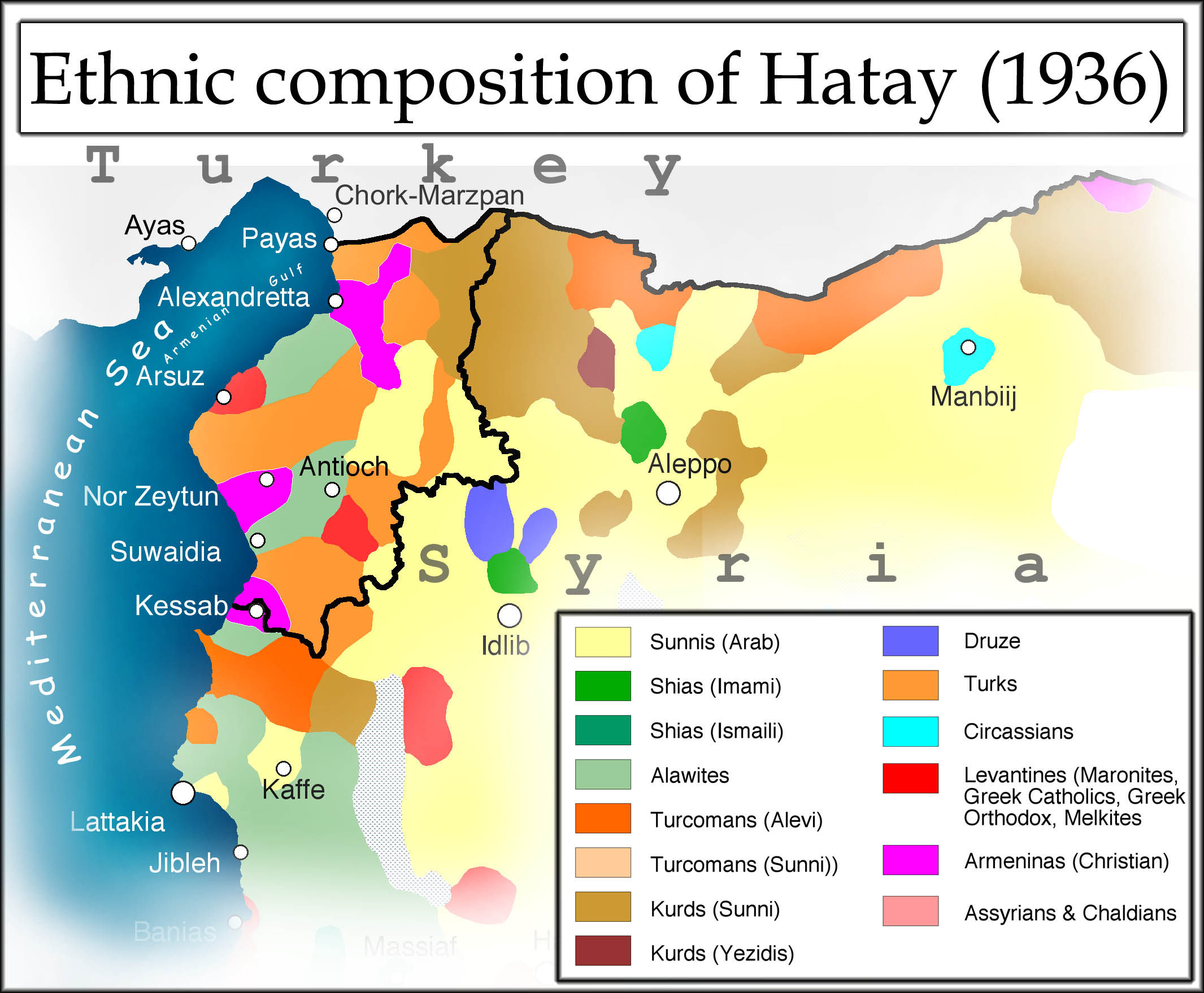
Этнический состав Хатая на 1936 год

В 1936 году Ататюрк придумал для Александреттского санджака название «Хатай», и поднял в Лиге Наций «Хатайский вопрос». По поручению Лиги Наций представители Бельгии, Великобритании, Нидерландов, Турции и Франции написали для Хатая конституцию, в соответствии с которой он становился автономным санджаком в составе Сирии. Несмотря на некоторые межэтнические конфликты, в середине 1938 года прошли выборы в Законодательную ассамблею, в соответствии с которыми из 40 мест 22 получили турки, 9 — арабы-алавиты, 5 — армяне, 2 — арабы-сунниты, 2 — арабы-православные.

## Независимость и объединение с Турцией
6 сентября 1938 года была принята конституция, которая во многом походила на ту, что была написана представителями Лиги Наций для Александреттского санджака. Конституция определяла территорию Александреттского санджака как независимое «государство Хатай», с турецким языком в качестве государственного и французским — в качестве вспомогательного; в арабских школах разрешалось изучение арабского языка. 7 сентября 1938 года Хатай утвердил в качестве государственного предложенный Ататюрком вариант флага. 6 февраля 1939 года Хатайская Законодательная ассамблея приняла все турецкие законы, а 13 марта 1939 года сделала турецкую лиру официальной денежной единицей.
29 июня 1939 года государство Хатай было аннексировано Турцией. В это время в Европе начиналась Вторая мировая война и поэтому присоединение, которое провёл новый президент Турции Исмет Инёню, произошло без претензий Франции.

## Государство Хатай в популярной культуре

Вымышленный флаг Хатая в фильме Спилберга

В государстве Хатай проходит действие известного фильма Стивена Спилберга «Индиана Джонс и последний крестовый поход». В фильме Государство Хатай именуется, как «Республика Хатай» или «Хатайская Республика», упоминается хатайский город Искендерун, хотя показанная за городом местность, в реальности — древний город Петра в Иордании и его окрестности. За исключением более-менее соответствующих названия и местонахождения государства, остальные детали в фильме являются вымышленными — флаг является выдуманным, а государство в фильме является не республикой, а султанатом[прояснить] .